# Artés (Provinz Barcelona)
Artés ist ein Ort und eine Gemeinde (municipi) mit 6.084 Einwohnern (Stand: 2024) in der Comarca Bages in der Provinz Barcelona in der Autonomen Region Katalonien.

## Lage
Der Ort Artés liegt auf einem Hügel in einer Höhe von etwa 320 Metern ü. d. M. etwa 70 Kilometer (Fahrtstrecke) nordwestlich von Barcelona und rund 15 Kilometer nordöstlich von Manresa.

## Bevölkerungsentwicklung
| Jahr      | 1960 | 1970 | 1981 | 1990 | 2000 | 2010 |
| Einwohner | 3154 | 3232 | 4096 | 4098 | 4368 | 5583 |

Seit der Mitte des 19. Jahrhunderts hat die Gemeinde ein kontinuierliches Bevölkerungswachstum zu verzeichnen, das auch durch die Reblauskrise im Weinbau und die Mechanisierung der Landwirtschaft nicht unterbrochen wurde.

## Wirtschaft

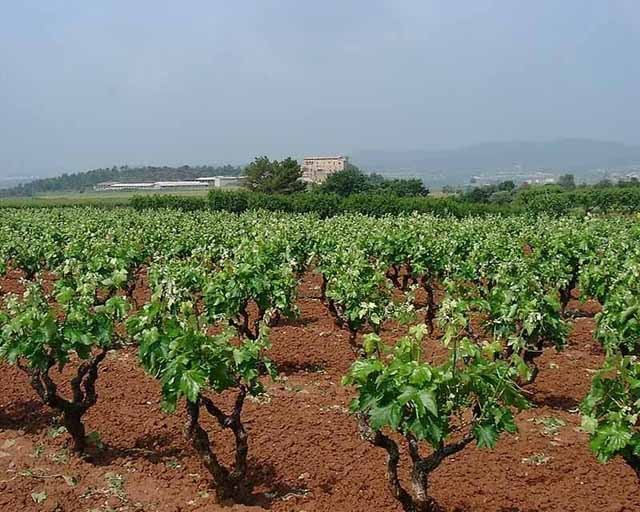
Weinfelder bei Artés

Früher lebten die Einwohner hauptsächlich als Selbstversorger von der Landwirtschaft, zu der auch der Anbau von Wein und die Haltung von Vieh gehörte. Im 19. Jahrhundert entwickelte sich die Gemeinde zu einem bedeutenden Weinbaugebiet, doch nach der Reblauskrise wird heute wieder vorrangig Ackerbau betrieben. Der Weinbau spielt jedoch erneut eine wichtige Rolle. Artés verfügt heute über eine Winzerkooperative mit einer über 100-jährigen Geschichte und zwei Privatkellereien und gehört zu den insgesamt 26 Gemeinden, die den produzierten Wein – und im Falle von Artés auch Cava – unter der Denomination Pla de Bages vermarkten dürfen. Bereits im 19. Jahrhundert gab es mehrere Textilmanufakturen in Artés; mittlerweile liegt der Schwerpunkt der örtlichen Industrie aber bei der Metallverarbeitung.

## Geschichte
Eine Urkunde aus dem Jahr 938 belegt die Existenz dreier jungsteinzeitlicher Megalithgräber (Dolmen); auch Funde aus iberischer, römischer und westgotischer Zeit wurden gemacht. Der Ort Artés wird erstmals in einer Urkunde des Jahres 889 erwähnt, als die Rückeroberung (reconquista) und Wiederbesiedlung (repoblación) der nach der Ankunft des Islam nahezu entvölkerten Gegend unter Borrell von Osona und Wilfried I. von Barcelona bereits abgeschlossen war.

## Persönlichkeiten
- Federico Faura (1840–1897), Jesuitenpriester und Mathematikprofessor

## Sehenswürdigkeiten
Trotz seiner langen Geschichte hat der imposant gelegene Ort kaum Sehenswürdigkeiten. Von der an der höchsten Stelle des Ortes errichteten Burg (castell) ist nichts mehr zu sehen.

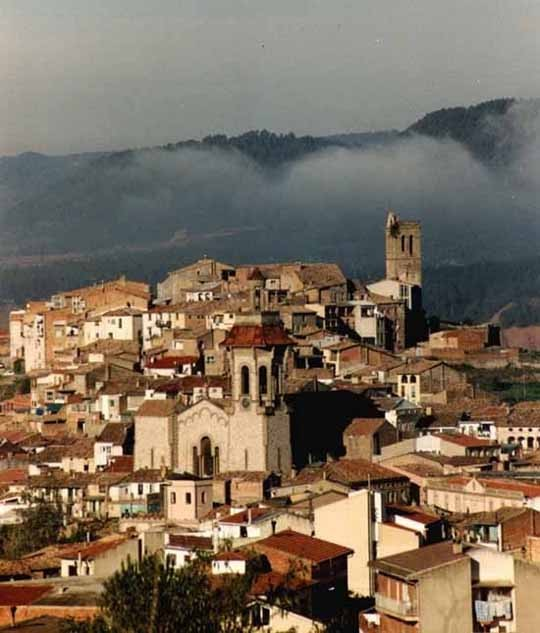
Artés – Ortsansicht

- Von der ehemaligen Pfarrkirche Santa Maria steht nur noch der untere Teil des Glockenturms (campanar); der obere Teil wurde im 19. Jahrhundert ergänzt.
- Der Vorplatz der Kirche wurde teilweise angeschüttet und ist durch eine von Blendbögen gesäumte Böschungsmauer gesichert.
- Aufgrund des anhaltenden Bevölkerungswachstums wurde im 19. Jahrhundert in der Unterstadt die neoromanische Església de Santa Maria gebaut, deren Fassade ein Triumphbogenmotiv ziert.
- In der Umgebung des Ortes stehen mehrere denkmalgeschützte Landgüter (masies), die sich allesamt in Privatbesitz befinden und nur in einigen Fällen als Weingüter fungieren.